# Cei Opt (pictori)

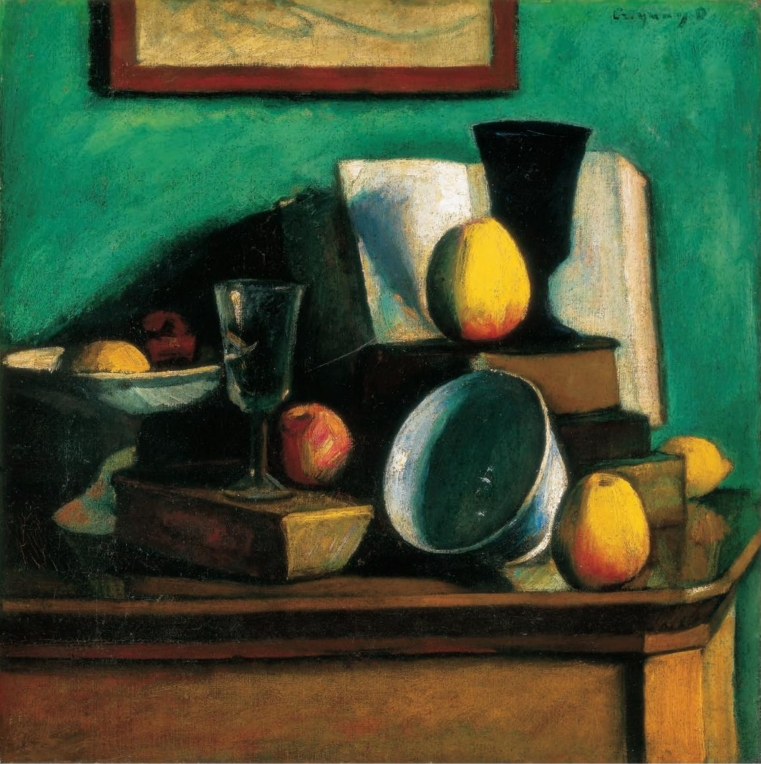
Natură moartă cu mere și farfurie de Dezső Czigány (c. 1915)

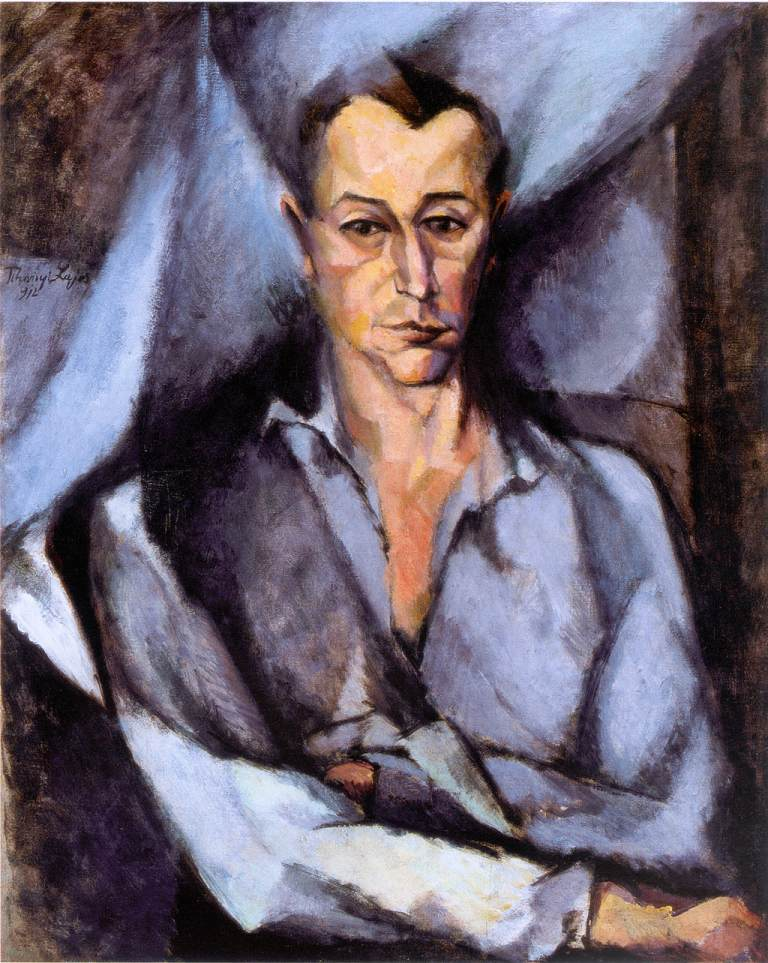
Portretul lui György Bölöni de Lajos Tihanyi (1912)

Cei Opt (în maghiară A Nyolcak) a fost o mișcare artistică de avangardă a pictorilor maghiari activă, mai ales, în Budapesta între 1909 și 1918. Ei au fost conectați la post-impresionism și mișcările radicale din literatură și muzică, de asemenea, și au condus la ascensiunea modernismului în cultura artistică.
Membrii miscării, Róbert Berény, Dezső Czigány, Béla Czóbel, Károly Kernstok, Ödön Márffy, Dezső Orbán, Bertalan Pór și Lajos Tihanyi, aveau ca inspirație primară pictorii și mișcările de artă franceze, spre exemplu Paul Cézanne și Fauvismul.
Expoziții au avut loc în 2011 și 2012 în Ungaria și, respectiv, Austria, pentru a marca centenarul primei expoziții a grupului, Cei Opt, la Budapesta în 1911.

## Context
Cei Opt și-au deschis prima expoziție la 30 decembrie 1909 la Salonul Könyves Kálmán (Budapesta) sub titlul Imagini noi (în maghiară Új Képek). A doua lor expoziție, intitulată Cei opt, a fost deschisă în aprilie 1911 în Salonul Național. În timp ce grupul au avut doar trei expoziții, activitatea lor a fost de o importanță imensă, deoarece influența lor a depășit cu mult artele vizuale. Expozițiile au fost însoțite de serii de simpozioane și de evenimente acompaniate de noua literatură maghiară și muzică contemporană.
Márffy a fost mândru de această legătură intelectuală de-a lungul vieții sale. Cu un an înainte de moarte, el a spus:
„Mă umple de fericire să știu că tinerețea mea a coincis cu acea perioadă memorabilă a dezvoltării intelectuale, când nu numai în Europa, ci și în Ungaria, cei care căutau lucruri noi, mai bune în literatură, muzică, pictură, știință, politică și viața socială erau purtați de curenți vibranti, efervescenți. Nu poate să fi fost întâmplător că Endre Ady a intervenit cu noile sale cântece în momentul în care Béla Bartók a venit cu noile sale acorduri, când intelectualii progresiști au adunat recenzii rotunde precum „Nyugat” (Occident) și „XX. Század” (Secolul al XX-lea), când au apărut „Nyolcak” (Cei Opt), un grup care a căutat noi căi (...)”

## Expoziții
- A Nyolcak (The Eight): O expoziție centenară, Janus Pannonius Museum Modern Hungarian Gallery, Pécs, 10 decembrie 2010 – 27 martie 2011 [1]
- 2012, Lajos Tihanyi - Un pictor boem în Budapesta, Berlin și Paris, 20 aprilie - 20 august 2012, KOGART Haz, Budapesta [2]
- 2012, Cei Opt. Autostrada Ungariei în mod modern (Die Acht. Ungarns Highway in die Moderne), 12 septembrie 2012 – 2 decembrie 2012, Bank Austria Kunstforum, Wien, colaborare cu Muzeul de Arte Frumoase și Galeria Națională a Ungariei, Budapesta. [3]
- 2013, Allegro Barbaro. Béla Bartók et la modernité hongroise (1905-1920). Paris, Musée d'Orsay, 15 octombrie 2013. - 5 ianuarie 2014. [4]